# Патрик Расел
Патрик Расел (дан. Patrick Russell — Биркеред, 4. јануар 1993) професионални је дански хокејаш на леду који игра на позицији деснокрилног нападача. 
Члан је сениорске репрезентације Данске за коју је дебитовао на светском првенству 2017. године.